# Tancrou
 Tancrou  es una población y comuna francesa, en la región de Isla de Francia, departamento de Sena y Marne, en el distrito de Meaux y cantón de Lizy-sur-Ourcq.

## Demografía
| 287 | 250 | 226 | 222 | 267 | 272 |
| Para los censos de 1962 a 1999 la población legal corresponde a la población sin duplicidades (Fuente: INSEE [Consultar]) |     |     |     |     |     |